# Eupithecia antivulgaria
Eupithecia antivulgaria es una especie de polilla de la familia Geometridae. La especie fue descrita por primera vez por Hiroshi Inoue habiendo sido descrita en 1965, con distribución en Japón. El sintipo de la especie fue descrita en los alrededores de Hirakura, Miye.